# Malaventure
Malavture (Malaventure ou Mystère sur la 2) ist eine französische Fernsehserie in 24 Folgen von 13 Minuten, die 1974 ausgestrahlt wurde.
Es sind vier mysteriöse Geschichten von 6 Folgen à 13 Minuten.
Regie führte Joseph Drimal.
In den Hauptrollen spielen unter anderem Michel Vitold, Claude Jade, Michael Lonsdale und Claude Melki.

## Geschichte 1: "Aux innocents les mains pleines" (Zu den Unschuldigen mit den vollen Händen)
Darsteller: Claude Melki (Robert), Marion Game (Myriam), Jacques Marin (Chatelard), Fernand Sardou u. a.
Robert ist ein ruhiger Mann, bis er einen großen Preis gewinnt, als er zum ersten Mal gespielt hat. Naiv akzeptiert er, fotografiert zu werden, wenn der Scheck übergeben wird. In einem Gasthaus wird er für den Boss einer Unterwelt-Gangsterbande gehalten...

## Geschichte 2: "Dans l'intérêt des familles" (Im Interesse der Familien)
Darsteller: Michael Lonsdale (Mortier), Sabine Glaser (Minna), Louise Conte (Mme Mortier) u. a.
Herr Mortier kommt, um die Polizei zu bitten, ihm zu helfen, seine Frau Minna mit Amnesie zu finden, die von einem skrupellosen Paar aus ihrem Haus entführt wurde.

## Geschichte 3: "Monsieur Seul" (Monsieur Seul)
Darsteller: Michel Vitold (Monsieur Seul), Claude Jade (Hélène Letellier), Mony Dalmès (Irène), Karen Blanguernon u. a.
Ein Mann Ende 50 platziert eine Kontakt-Anzeige als "Monsieur seul" ("Alleinstehender Herr"). Gleichzeitig kauft er eine Sammlung gefälschter Diamanten. Die junge Waise Hélène bleibt auch nach dem ersten Rendezvous hartnäckig...

## Geschichte 4: "Un plat qui se mange froid" (Ein Gericht, das kalt gegessen werden sollte)
Darsteller: Maurice Travail (Maurice Berqin) , Simone Bach (Colette Berquin), Monique Tarbès (Mme Brunet), Jean-Paul Tribout u. a.
Mao, Madame Brunets Katze, ist verschwunden. Und dann verschwindet Madame Berquin. Die Bewohner bemerken, dass Monsieur Brquin einen großen Koffer aus dem Haus schafft...